# Ракетно-космичка корпорација Енергија
С. П. Корољов ракетно–космичка корпорација Енергија (рус. Ракетно-космическая корпорация «Энергия» им. С. П. Королёва), познатија под скраћеницом РКК Енергија (рус. РКК «Энергия»), је руска компанија која производи свемирске летелице и компоненте свемирских станица. Она је главни конструктор и добављач компоненти руског свемирског програма за слање људи у орбиту, а такође је и већински власник компаније Sea Launch. У називу компаније се налази име великана совјетског свемирског програма Сергеја Корољова